# Alessandro Tonelli
Alessandro Tonelli (født 29. maj 1992 i Brescia) er en cykelrytter fra Italien, der kører for Team Polti VisitMalta.